# Démétrius (Bible)
Démétrius est un artisan du Ier siècle mentionné dans le Nouveau Testament. Orfèvre d'Éphèse, il accusa les prédications de Paul de Tarse d’être à l’origine de la baisse de ses ventes d'Artémision en argent dont il faisait le commerce. Il incita ses confrères marchands à déclencher une émeute et à s’en prendre aux prédicateurs chrétiens.
Il apparaît dans les Actes des Apôtres aux Ac 19:24-40.

## Orfèvre d’Éphèse
Dans l’Antiquité, la ville d’Éphèse abritait l'Artémision, l’un des plus importants sanctuaires dédiée au culte de la déesse Artémis.
Démétrius était un artisan, qui devait approvisionner les pèlerins et les touristes en reliquaires et images du temple. Victime d’une baisse importante de ses ventes, probablement pendant le mois de la fête d’Artémis, il accusa les prédications de Paul d’en être la cause. Les Actes des Apôtres rapportent qu’il réunit autour de lui tous ses confrères et qu’après s’être ému de la menace que faisait passer les prédications de Paul sur le commerce et la religion, une émeute éclata dans Éphèse.

« Un orfèvre nommé Démétrius, qui fabriquait des sanctuaires d’Artémis en argent, procurait aux artisans des bénéfices non négligeables. Il les réunit, avec les ouvriers qui exerçaient des métiers du même genre, et il leur dit : « Mes amis, vous savez que ces bénéfices sont la source de notre prospérité. Or vous voyez bien et vous entendez ce que l’on dit : non seulement à Éphèse mais dans presque toute la province d’Asie, ce Paul, par sa persuasion, a dévoyé toute une foule de gens, en disant que les dieux faits de main d’homme ne sont pas des dieux. Cela risque non seulement de jeter le discrédit sur notre profession, mais encore de faire compter pour rien le temple d’Artémis, la grande déesse, et bientôt de la priver de son prestige, elle qui est adorée par toute l’Asie et le monde entier. » »

— Ac 19:24-27
Paul n’étant pas présent à Éphèse au moment de l’émeute, la foule en colère saisit deux de ses compagnons de voyage, Gaïus et Aristarque. Alors que les deux chrétiens furent traînés dans le théâtre par Démétrius et ses partisans, l’intervention d’un responsable de la ville apaisa la foule :

« Il vous faut donc garder votre calme et éviter toute action précipitée. Vous avez amené ici ces hommes, qui n’ont commis ni vol sacrilège, ni blasphème contre notre déesse. Si donc Démétrius et les artisans qui l’accompagnent ont un grief contre quelqu’un, il existe des jours d’audience, et il y a des proconsuls : qu’ils portent plainte. »

— Ac 19:36-38